# Gwendoline Mahlangu-Nkabinde
Gwendoline Lindiwe Mahlangu-Nkabinde (ur. 16 sierpnia 1955) – południowoafrykańska nauczycielka, prawnik i polityk, od 2008 do 2009 przewodnicząca Zgromadzenia Narodowego RPA.
Po ukończeniu Moroka High School w 1974 pracowała jako nauczycielka w szkołach średnich w Malatse Motsepe i Rantailane (do 1981). W 2004 uzyskała stopień magistra prawa na Uniwersytecie Południowoafrykańskim (UNISA). 
W 1981 podjęła pracę w firmie Browary Południowoafrykańskie (South African Breweries, do 1994). Po zalegalizowaniu Afrykańskiego Kongresu Narodowego w 1990 pełniła obowiązki wiceprzewodniczącej i przewodniczącej Ligi Kobiet ANC (1991–1993). 
W 1994 po raz pierwszy została wybrana posłem do Zgromadzenia Narodowego RPA. Swój mandat odnawiała w 1999 i 2004. W latach 2004–2008 pełniła obowiązki wiceprzewodniczącej Zgromadzenia Narodowego. 25 września 2008 wybrano ją jego przewodniczącą. Pełniła tę funkcję do 6 maja 2009. Następnie była wiceministrem rozwoju gospodarczego od 11 maja 2009 do 30 października 2010 i ministrem robót publicznych od 1 listopada 2010 do 24 października 2011.
Jest zamężna z Brigiem Genem Nkabinde. Mają razem dwójkę dzieci.